# Das politische Buch
Das politische Buch ist der seit 1982 jährlich von der SPD-nahen Friedrich-Ebert-Stiftung (FES) verliehene, mit 10.000 Euro dotierte Literaturpreis zur Förderung wichtiger politischer Literatur. Die Preisübergabe geschieht jeweils am 10. Mai oder in zeitlicher Nähe zum Jahrestag der nationalsozialistischen Bücherverbrennung 1933.

## Idee
Als eine Institution, die den Ideen und Grundwerten sozialer Demokratie verpflichtet ist, zeichnet die FES politische Literatur aus. Aktuelle Themenfelder, die dabei besondere Berücksichtigung finden, sind:
- Sozialer Zusammenhalt,
- demokratische Kultur,
- Innovation und Teilhabe,
- solidarische Globalisierung.

## Auswahlverfahren und Jury
Bewerbungen und Vorschläge für Preisträger sind jeweils bis zum 30. Oktober möglich. Dabei muss bei fremdsprachigen Autoren das vorgeschlagene Buch in deutscher Übersetzung auf dem Buchmarkt sein. Die eigentliche Auswahl des Preisträgers trifft eine unabhängige Fachjury, die außerdem eine Liste mit weiteren empfehlenswerten politischen Büchern zusammenstellt.
Im Jahr 2022 gehören der Fachjury folgende Juroren an:
- Arne Ackermann (* 1965), Direktor Münchner Stadtbibliothek
- Reingard Al-Hassan (* 1957), Direktorin Hochschulbibliothek Westsächsische Hochschule Zwickau
- Horst Baraczewski (* 1954), Buchhändler, Mitglied im Vorstand der Bremer Literaturstiftung. Mitglied der Jury seit 1997
- Jens Hundrieser (* 1940), Dozent zur Ausbildung von Büchereiassistenten in Göttingen
- Annette Kasper (* 1953), Leiterin a. D. der Ernst-Abbe-Bücherei Jena (September 1985 – Januar 2016)
- Gerald Leitner (* 1958), Generalsekretär der International Federation of Library Associations and Institutions (IFLA)
- Barbara Lison (* 1956), Direktorin der Stadtbibliothek Bremen. Geschäftsführerin der Rudolf-Alexander-Schröder-Stiftung zur Verleihung des Bremer Literaturpreises, Präsidentin der International Federation of Library Associations and Institutions (IFLA)
- Metz, Susanne (* 1964), Direktorin der Leipziger Städtischen Bibliotheken seit 2013
- Werner Stephan (* 1947), Sprecher der Jury, Direktor der Universitätsbibliothek Stuttgart u. a. Mitarbeit in der International Federation of Library Associations (IFLA)

## Liste der Preisträger und Laudatoren
| Jahr | Datum, Ort            | Preisträger | Buch | Festredner                   |
| ---- | --------------------- | --- | --- | ---------------------------- |
| 2024 | 14. Mai, Berlin       | Steffen Mau, Thomas Lux, Linus Westheuser                                                                                          | Triggerpunkte. Konsens und Konflikt in der Gegenwartsgesellschaft. Suhrkamp, 2023, ISBN 978-3518029848. | Petra Köpping                |
| 2023 | 10. Mai, Berlin       | Golineh Atai | Iran. Die Freiheit ist weiblich. Rowohlt, Berlin 2021, ISBN 978-3737101189. |                              |
| 2022 | 10. Mai, Berlin       | Geert Mak | Große Erwartungen. Auf den Spuren des europäischen Traums. Siedler, München 2020, ISBN 978-3-8275-0137-0. | Martin Schulz                |
| 2021 | 17. Mai, Berlin       | Andreas Kossert | Flucht. Eine Menschheitsgeschichte. Siedler, München 2020, ISBN 978-3-8275-0091-5. | Serpil Midyatli              |
| 2020 | 17. September, Berlin | Matthias Quent | Deutschland rechts außen: Wie die Rechten nach der Macht greifen und wie wir sie stoppen können. Piper Verlag 2019, ISBN 978-3-492-99432-3. | Saskia Esken                 |
| 2019 | 10. Mai, Berlin       | Nikola Roßbach | Achtung Zensur! Über Meinungsfreiheit und ihre Grenzen. Ullstein, Berlin 2018, ISBN 978-3-550-05062-6. | Franziska Giffey             |
| 2018 | 16. Mai, Berlin       | Timo Daum | Das Kapital sind wir. Zur Kritik der Digitalen Ökonomie. Edition Nautilus, Hamburg 2017, ISBN 978-3-96054-058-8. | Katarina Barley              |
| 2017 | 10. Mai, Berlin       | Wolfgang Gründinger | Alte Säcke Politik. Wie wir unsere Zukunft verspielen. Gütersloher Verlagshaus, Gütersloh 2016, ISBN 978-3-579-08626-2. | Ralf Stegner                 |
| 2016 | 10. Mai, Berlin       | Lamya Kaddor | Zum Töten bereit. Warum deutsche Jugendliche in den Dschihad ziehen. Piper, München 2015, ISBN 978-3-492-05703-5. | Aydan Özoguz                 |
| 2015 | 20. Mai, Berlin       | Thomas Piketty | Das Kapital im 21. Jahrhundert. Verlag C. H. Beck, München 2014, ISBN 978-3-406-67131-9. | Olaf Scholz                  |
| 2014 | 15. Mai, Berlin       | Hannelore Schlaffer | Die City. Straßenleben in der geplanten Stadt. Zu Klampen Verlag, Springe 2013, ISBN 978-3-86674-188-1 | Klaus Hohlfeld               |
| 2013 | 14. Mai, Berlin       | Robert Menasse | Der europäische Landbote. Die Wut der Bürger und der Friede Europas oder Warum die geschenkte Demokratie einer erkämpften weichen muss. Zsolnay, Wien 2012, ISBN 978-3-552-05616-9. | Peer Steinbrück              |
| 2012 | 8. Mai, Berlin        | Colin Crouch | Das befremdliche Überleben des Neoliberalismus. Postdemokratie II. Suhrkamp, Berlin 2011, ISBN 978-3-518-42274-8. | Sigmar Gabriel               |
| 2011 | 5. Juli, Berlin       | Peer Steinbrück | Unterm Strich. Hoffmann und Campe, Hamburg 2010, ISBN 978-3-455-50166-7. | Wolfgang Schäuble            |
| 2010 | 11. Mai, Berlin       | Rolf Hosfeld | Die Geister, die er rief. Eine neue Karl-Marx-Biografie. Piper, München 2009, ISBN 978-3-492-05221-4. | Andrea Nahles                |
| 2009 | 12. Mai, Berlin       | Christiane Grefe, Harald Schumann                                                                                                  | Der globale Countdown. Gerechtigkeit oder Selbstzerstörung. Die Zukunft der Globalisierung. Kiepenheuer & Witsch, Köln 2008, ISBN 978-3-462-03979-5. | Wolfgang Thierse             |
| 2008 | 6. Mai, Berlin        | Peter Schaar | Das Ende der Privatsphäre. Der Weg in die Überwachungsgesellschaft. Bertelsmann, München 2007, ISBN 978-3-570-00993-2. | Ehrhart Körting              |
| 2007 | 10. Mai, Berlin       | Nadja Klinger, Jens König | Einfach abgehängt. Ein wahrer Bericht über die neue Armut in Deutschland. Rowohlt, Berlin 2006, ISBN 3-87134-552-0. | Matthias Platzeck            |
| 2006 | 9. Mai, Berlin        | Erhard Eppler | Auslaufmodell Staat? Suhrkamp, Frankfurt 2005, ISBN 3-518-12462-5. | Hubertus Heil                |
| 2005 | 12. Mai, Berlin       | Carolin Emcke | Von den Kriegen. Briefe an Freunde. Fischer, Frankfurt 2004, ISBN 3-10-017013-X. | Heidemarie Wieczorek-Zeul    |
| 2004 | 13. Mai, Berlin       | Michael Mann | Die ohnmächtige Supermacht. Warum die USA die Welt nicht regieren können. Campus, Frankfurt, New York 2003, ISBN 3-593-37313-0. | Jürgen Kocka                 |
| 2003 | 14. Mai, Berlin       | Gunter Hofmann | Abschiede, Anfänge. Die Bundesrepublik. Eine Anatomie. Kunstmann, München 2002, ISBN 3-593-37313-0. | Peter Glotz                  |
| 2002 | 7. Mai, Berlin        | Michael Howard | Die Erfindung des Friedens. Über den Krieg und die Ordnung der Welt. zu Klampen, Lüneburg 2001, ISBN 3-924245-98-3. | Erhard Eppler                |
| 2001 | 10. Mai, Berlin       | Heinrich August Winkler | Der lange Weg nach Westen. Bundeszentrale für politische Bildung, Bonn 2001, ISBN 3-89331-575-6. | Julian Nida-Rümelin          |
| 2000 | 9. Mai, Berlin        | Wolfgang Engler | Die Ostdeutschen. Kunde von einem verlorenen Land. Aufbau, Berlin 1999, ISBN 3-351-02490-8. | Wolfgang Thierse             |
| 1999 | 18. Mai, Bonn         | Richard Sennett Frank Böckelmann                                                                                                   | Der flexible Mensch. Die Kultur des neuen Kapitalismus. Berlin, Berlin 1998, ISBN 3-8270-0031-9. Die Gelben, die Schwarzen, die Weißen. Eichborn Verlag, Frankfurt am Main 1999, ISBN 3-8218-4159-1. | Anke Fuchs                   |
| 1998 | 19. Mai, Bremen       | Markus Tiedemann Swetlana Alexijewitsch                                                                                            | „In Auschwitz wurde niemand vergast“.60 rechtsradikale Lügen und wie man sie widerlegt. Verlag an der Ruhr, Mülheim/Ruhr 1996, ISBN 3-86072-275-1. Tschernobyl. Eine Chronik der Zukunft. Berlin, Berlin 1997, ISBN 3-8333-0357-3. | Henning Scherf Barbara Lison |
| 1997 | 14. Mai, Bonn         | Noa Ben Artzi-Pelossof Ulrich Herbert                                                                                              | Trauer und Hoffnung. Rowohlt, Berlin 1996, ISBN 3-87134-278-5. Best. Biographische Studien über Radikalismus, Weltanschauung und Vernunft 1903–1989. Verlag J.H.W. Dietz Nachf., Bonn 1996, ISBN 3-8012-5019-9. | Reinhard Höppner             |
| 1996 | 10. Mai, Berlin       | Peter Merseburger Ernst Ulrich von Weizsäcker, Amory B. & Hunter Lovins                                                            | Der schwierige Deutsche. Kurt Schumacher. Eine Biographie. DVA, Stuttgart 1995, ISBN 3-421-05021-X. Faktor Vier. Doppelter Wohlstand – halbierter Naturverbrauch. Der neue Bericht an den Club of Rome. Droemer Knaur, München 1995, ISBN 3-426-26877-9. | Manfred Stolpe               |
| 1995 | 10. Mai, Bonn         | Norberto Bobbio Dieter Nohlen, Franz Nuscheler                                                                                     | Rechts und Links. Gründe und Bedeutungen einer politischen Unterscheidung. Wagenbach, Berlin 1994, ISBN 3-8031-2311-9. Handbuch der Dritten Welt. Verlag J.H.W. Dietz Nachf., Bonn 1993, ISBN 3-8012-0201-1. | Erhard Eppler                |
| 1994 | 10. Mai, Leipzig      | Martin und Sylvia Greiffenhagen Wolfgang Sofsky                                                                                    | Ein schwieriges Vaterland. Zur politischen Kultur Deutschlands. List, München 1979, ISBN 3-471-77629-X. Die Ordnung des Terrors. Das Konzentrationslager. S. Fischer Verlag, Berlin 1993, ISBN 3-10-072704-5. | Günter Wichert               |
| 1993 | 12. Mai, Bonn         | Hans Magnus Enzensberger Regina Griebel, Marlies Coburger, Heinrich Scheel (Hrsg.)                                                 | Die Große Wanderung.Dreiunddreißig Markierungen. Suhrkamp, Frankfurt 1992, ISBN 3-518-40483-0. Erfaßt. Das Gestapo-Album zur Roten Kapelle. Eine Fotodokumentation. Audioscop, Halle/Saale 1992, ISBN 3-88384-044-0. | Reinhard Höppner             |
| 1992 | 4. Juni, Bonn         | Klaus Kordon Wolfgang Benz (Hrsg.)                                                                                                 | Die Lisa. Ein Leben. Illustrationen: Peter Schimmel. Ars Edition, Berlin 1991, ISBN 3-7607-7681-7. Das Exil der kleinen Leute. Alltagserfahrungen deutscher Juden in der Emigration. C. H. Beck, München 1991, ISBN 3-406-35503-X. | Renate Schmidt               |
| 1991 | 10. Mai, Leipzig      | Timothy Garton Ash Reinhard Bohse (Hrsg.)                                                                                          | Ein Jahrhundert wird abgewählt. Aus den Zentren Mitteleuropas 1980–1990. Hanser, München 1990, ISBN 3-446-15898-7. Jetzt oder nie – Demokratie! Leipziger Herbst '89. Forum Verlag, Leipzig 1989, ISBN 3-931801-11-X. |                              |
| 1990 | 26. Mai, Prag         | Václav Havel Walter Janka | Fernverhör. Rowohlt, Reinbek 1998, ISBN 3-498-02882-0. Schwierigkeiten mit der Wahrheit. Rowohlt, Reinbek 1989, ISBN 3-499-12731-8. |                              |
| 1989 | 10. Mai, Bonn         | Helmut Schmidt Gioconda Belli Walter Michler                                                                                       | Menschen und Mächte. Bertelsmann-Club (Lizenz: Siedler), Berlin 1988, ISBN 3-88680-278-7. Bewohnte Frau. Peter Hammer Verlag, Wuppertal 1988, ISBN 3-87294-375-8. Weißbuch Afrika. Verlag J.H.W. Dietz Nachf., Bonn 1988, ISBN 3-8012-0123-6. | Holger Börner                |
| 1988 | 18. Mai, Bonn         | Michail Gorbatschow Gordon A. Craig                                                                                                | Perestroika. Die zweite russische Revolution. Eine neue Politik für Europa und die Welt. Droemer Knaur, München 1987, ISBN 3-426-26375-0. Über die Deutschen – ein historisches Portrait. C. H. Beck, München 1982, ISBN 3-406-08834-1. | Peter Glotz                  |
| 1987 | 21. Mai, Bonn         | Günter Gaus Angela Joschko, Hanne Huntemann (Hrsg.) Ruhrfestspiele Recklinghausen (Hrsg.)                                          | Wo Deutschland liegt. Eine Ortsbestimmung. Hoffmann und Campe, Hamburg 1983, ISBN 3-455-08694-2. Die unbekannte Freiheit meines Lebens – Frauen zwischen Jugend und Alter. Beltz Verlag, Weinheim 1983, ISBN 3-407-85038-7. Ihr für uns und wir für euch – 40 Jahre Ruhrfestspiele Recklinghausen. Verlag J.H.W. Dietz Nachf., Bonn 1986, ISBN 3-8012-0116-3.                          | Holger Börner                |
| 1986 | 14. Mai, Bonn         | Wolfgang von Apitzsch, Thomas Klebe, Manfred Schumann (Hrsg.) Lisa Fittko Regina Becker-Schmidt, Gudrun-Axeli Knapp, Beate Schmidt | §116 AFG. Kampf um das Streikrecht. VSA Verlag, Hamburg 1986, ISBN 3-87975-362-8. Mein Weg über die Pyrenäen. Erinnerungen 1949/41. Hanser Verlag, München 1985, ISBN 3-446-13948-6. Eines ist zuwenig – beides ist zuviel. Erfahrungen von Arbeiterfrauen zwischen Familie und Fabrik. Neue Gesellschaft, Bonn 1984, ISBN 3-87831-383-7.                                              | Johannes Rau                 |
| 1985 | 10. Mai, Bonn         | Tomi Ungerer Dieter Bänsch (Hrsg.) Waltraud Bierwirth                                                                              | Schwarzbuch. Gruner und Jahr, Hamburg 1984, ISBN 3-570-05675-9. Die fünfziger Jahre. Beiträge zu Politik und Kultur. Günter Narr Verlag, Tübingen 1985, ISBN 3-87808-385-8. Arbeitszeit ist Lebenszeit! Argumente für die Verkürzung der Arbeitszeit Büchergilde Gutenberg, Frankfurt am Main 1984, ISBN 3-7632-2935-3.                                                                | Monika Wulf-Mathies          |
| 1984 | 10. Mai, Bonn         | Andrew Wilson Johano Strasser, Klaus Traube August Rathmann                                                                        | Das Abrüstungshandbuch. Hoffmann und Campe, Hamburg 1984, ISBN 3-455-08689-6. Die Zukunft des Fortschritts. Der Sozialismus und die Krise des Industrialismus. Neue Gesellschaft, Bonn 1981 (2. Aufl.), ISBN 3-87831-300-4. Ein Arbeiterleben. Erinnerungen an Weimar und danach. Peter-Hammer-Verlag, Wuppertal 1983, ISBN 3-87294-213-1.                                             | Hans-Jochen Vogel            |
| 1983 | 10. Mai, Bonn         | Christian Schaffernicht (Hrsg.) Dietrich Güstrow                                                                                   | Zu Hause in der Fremde. Ein bundesdeutsches Ausländer-Lesebuch. Atelier im Bauernhaus, Fischerhude 1981, ISBN 3-88132-045-8. Tödlicher Alltag. Strafverteidiger im Dritten Reich. Severin und Siedler, Berlin 1981, ISBN 3-88680-009-1. | Axel Eggebrecht              |
| 1982 | 10. Mai, Bonn         | Horst Brehm, Gerd Pohl (Hrsg.) Ingeborg Bayer (Hrsg.) Alwin Meyer, Karl-Klaus Rabe                                                 | Gewerkschaftliche Gegenwehr. Handbuch zur Interessenvertretung in Unternehmung und Betrieb. Bund-Verlag, Köln/Berlin 1982. Ehe alles zur Legende wird. Das 3. Reich in Erzählungen, Berichten, Dokumenten. Signal-Verlag, Baden-Baden 1979, ISBN 3-7971-0195-3. Unsere Stunde die wird kommen. Rechtsextremismus unter Jugendlichen. Lamuv Verlag, Göttingen 1979, ISBN 3-921521-13-0. | Björn Engholm                |